# Eleição municipal de Juazeiro do Norte em 1996
A eleição municipal de 1996 em Juazeiro do Norte aconteceu em 1 de outubro de 1996, com o objetivo de eleger prefeito e vice-prefeito da cidade e membros da Câmara de Vereadores.
O prefeito titular era Manoel Salviano, do PSDB. Mauro Sampaio, do PDT, foi eleito com 35.469 votos, derrotando o ex-prefeito Carlos Cruz, e o então vice-prefeito Arnon Bezerra.

## Contexto histórico
Mauro Sampaio foi prefeito de Juazeiro do Norte entre 1967 e 1970. Sua gestão foi marcada principalmente pela construção da estátua do Padre Cícero, na colina do Horto, e pela construção do Estádio Romeirão. Em  1992, Mauro tentou voltar a prefeitura de Juazeiro do Norte, porém acabou perdendo para o também ex-prefeito Manoel Salviano. 

## Resultados

### Prefeito
| Turno Único 1 de outubro de 1996 | Turno Único 1 de outubro de 1996 | Turno Único 1 de outubro de 1996 | Turno Único 1 de outubro de 1996 |
| Candidato(a)                     | Vice                             | Votação                          | Votação                          |
| Candidato(a)                     | Vice                             | Total                            | Porcentagem                      |
| -------------------------------- | -------------------------------- | -------------------------------- | -------------------------------- |
| Mauro Sampaio (PDT)              | Desconhecido                     | 35.469                           | 43,05%                           |
| Carlos Alberto da Cruz (PMDB)    | Desconhecido                     | 26.512                           | 32,18%                           |
| Arnon Bezerra (PSDB)             | Desconhecido                     | 20.417                           | 24,78%                           |

| Partido | Partido | Candidato     | Votos  | Votos (%) |
| ------- | ------- | ------------- | ------ | --------- |
|         | PDT     | Mauro Sampaio | 35 469 | 43,05%    |
|         | PMDB    | Carlos Cruz   | 26 512 | 32,18%    |
|         | PSDB    | Arnon Bezerra | 20 417 | 24,78%    |
| Totais  | Totais  | Totais        | 82 398 |           |

### Vereadores
|    | Nome                     | Partido | Votos |
| -- | ------------------------ | ------- | ----- |
| 4  | Valmir Domingos          | PSDB    | 1.534 |
| 9  | Gualberto Brandão        | PSDB    | 1.266 |
| 8  | Firmino da Silva         | PMDB    | 1.328 |
| 6  | Sávio Borges             | PMDB    | 1.362 |
| 2  | Amarílio Pequeno         | PMDB    | 1.952 |
| 12 | Eraldo Oliveira          | PDT     | 1.180 |
| 20 | Pedro Emerson Silva      | PDT     | 965   |
| 19 | Edgar Ferreira           | PSDB    | 1.023 |
| 3  | João Alves de Almeida    | PPB     | 1.541 |
| 21 | Raimundo Alencar         | PPB     | 895   |
| 7  | Eridan de Almeida        | PSDB    | 1.360 |
| 18 | Getúlio Granjeiro        | PFL     | 1.077 |
| 16 | José de Amélia           | PMDB    | 1.118 |
| 11 | Luiz Kleber Lavor        | PL      | 1.233 |
| 5  | Hermógenes Soares        | PFL     | 1.394 |
| 10 | José Firmino             | PFL     | 1.241 |
| 15 | Pedro de Freitas         | PPS     | 1.127 |
| 1  | Hélio Dias Camilo        | PFL     | 2.114 |
| 14 | Francisco José Pinheiro  | PFL     | 1.136 |
| 13 | Adeíldo da Silva         | PPS     | 1.137 |
| 17 | Tarcizio Monteiro Landim | PSDB    | 1.109 |